# دریاچه قره-سو
دریاچه قره-سو (به لاتین: Kara-Suu Lake) یک دریاچه در قرقیزستان است که در استان جلال‌آباد واقع شده‌است.